# 398
398 (CCCXCVIII) je bilo navadno leto, ki se je po julijanskem koledarju začelo na petek.

## Dogodki
- Zahodni Goti oplenijo Balkan.